# Hacettepe Journal of Mathematics and Statistics
La Hacettepe Journal of Mathematics and Statistics (en español: Revista Hacettepe de Matemáticas y Estadística. Anteriormente, Hacettepe Bulletin of Natural Sciences and Engineering - Series B) es una revista bimestral revisada por pares en inglés para investigaciones originales en matemáticas y estadística. La revista es publicada por la Facultad de Ciencias de la Universidad Hacettepe.

## Resumen e indexación
Según Journal Citation Reports, la revista tiene un factor de impacto de 0,413 en 2014.  La revista está indexada en SCI-EXP, Journal Citation Reports, Mathematical Reviews, Zentralblatt MATH, Current Index to Statistics, Statistical Theory & Method Abstracts, SCOPUS, Tübitak-Ulakbim. 